# Protea
Protea és un gènere és una espècie d'angiosperma de la família de les proteàcies (Proteaceae), el gènere tipus de la família. Les seves espècies són nadiues de Sud-àfrica.

## Distribució
La majoria de les Protea es donen al sud del riu Limpopo. Tanmateix Protea kilimanjaro es troba a la zona del chaparral del Parc Nacional Mont Kenya. El 92% de les seves espècies es troben només a la regió florística del Cap a Sud-àfrica.

## Història
Carl Linnaeus li va donar aquest nom el 1735 pel déu grec Proteus, que podia canviar la seva forma a voluntat, ja que les espècies d'aquest gènere tenen també formes diferents. El gènere de Linnaeus es va fer fusionant un gran nombre de gèneres publicats prèviament per Herman Boerhaave.
Les plantes d'aquest gènere havien cridat l'atenció dels botànics que visitaren el Cap de Bona Esperança a Sud-àfrica al segle xvii. Moltes de les seves espècies es van introduir a Europa al segle xviii.

## Taxonomia
- Protea secció Leiocephalae
  - Protea caffra (Common Protea)
  - Protea dracomontana
  - Protea glabra
  - Protea inopina
  - Protea nitida (The Wagon Tree)
  - Protea nubigena
  - Protea parvula
  - Protea petiolaris
  - Protea rupicola
  - Protea simplex

- Protea secció Paludosae
  - Protea enervis

- Protea secció Patentiflorae
  - Protea angolensis
  - Protea comptonii
  - Protea curvata
  - Protea laetans
  - Protea madiensis
  - Protea rubropilosa
  - Protea rupestris

- Protea secció Lasiocephalae
  - Protea gaguedi
  - Protea welwitschii

- Protea secció Cristatae
  - Protea asymmetrica
  - Protea wentzeliana

- Protea secció Cynaroidae
  - Protea cynaroides (King Protea)

- Protea secció Paracynaroides
  - Protea cryophila (Snow Protea)
  - Protea pruinosa
  - Protea scabriuscula
  - Protea scolopendriifolia

- Protea secció Ligulatae
  - Protea burchellii
  - Protea compacta
  - Protea eximia
  - Protea longifolia
  - Protea obtusifolia
  - Protea pudens
  - Protea roupelliae
  - Protea susannae

- Protea secció Melliferae
  - Protea aristata
  - Protea lanceolata

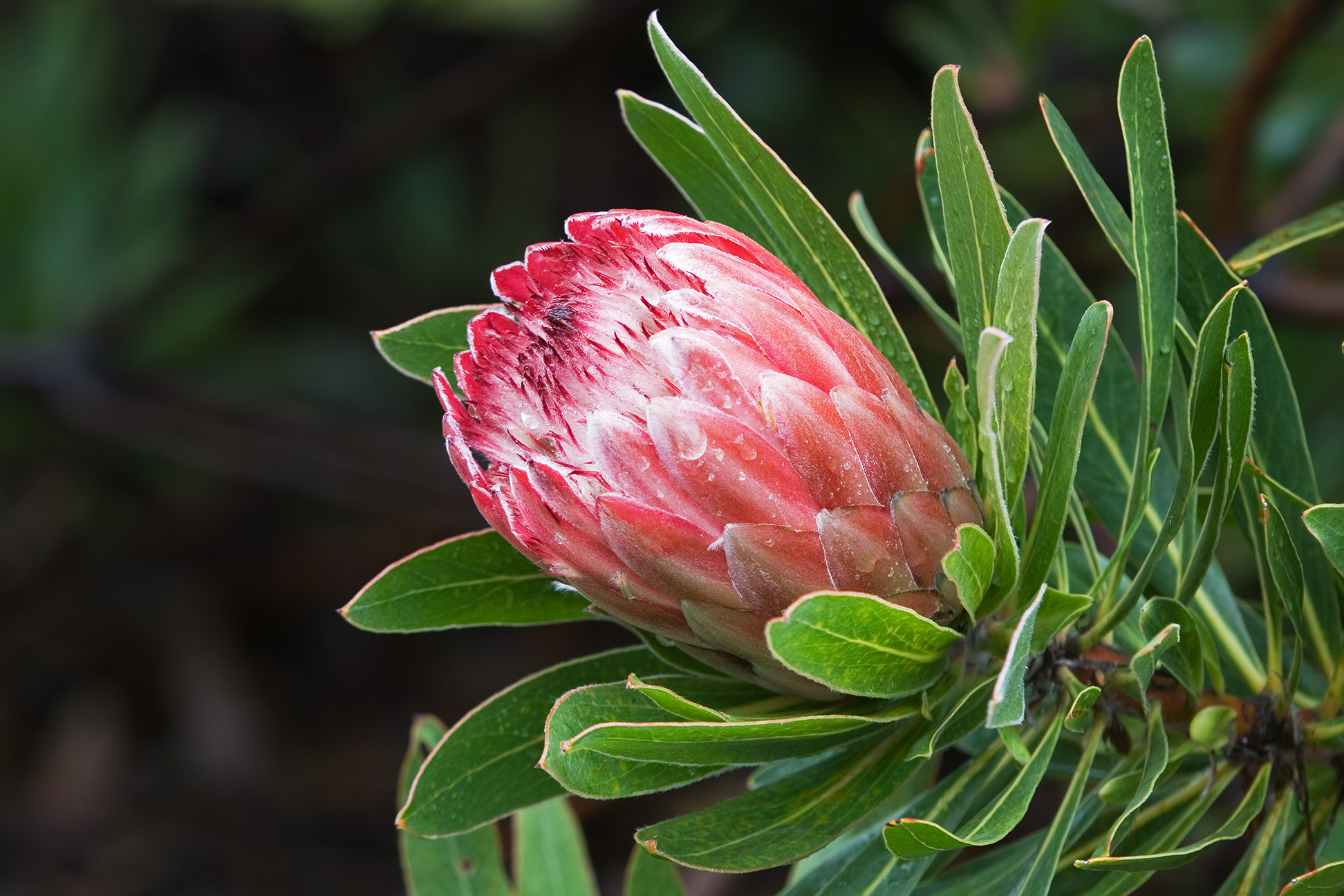
Protea Pink ice

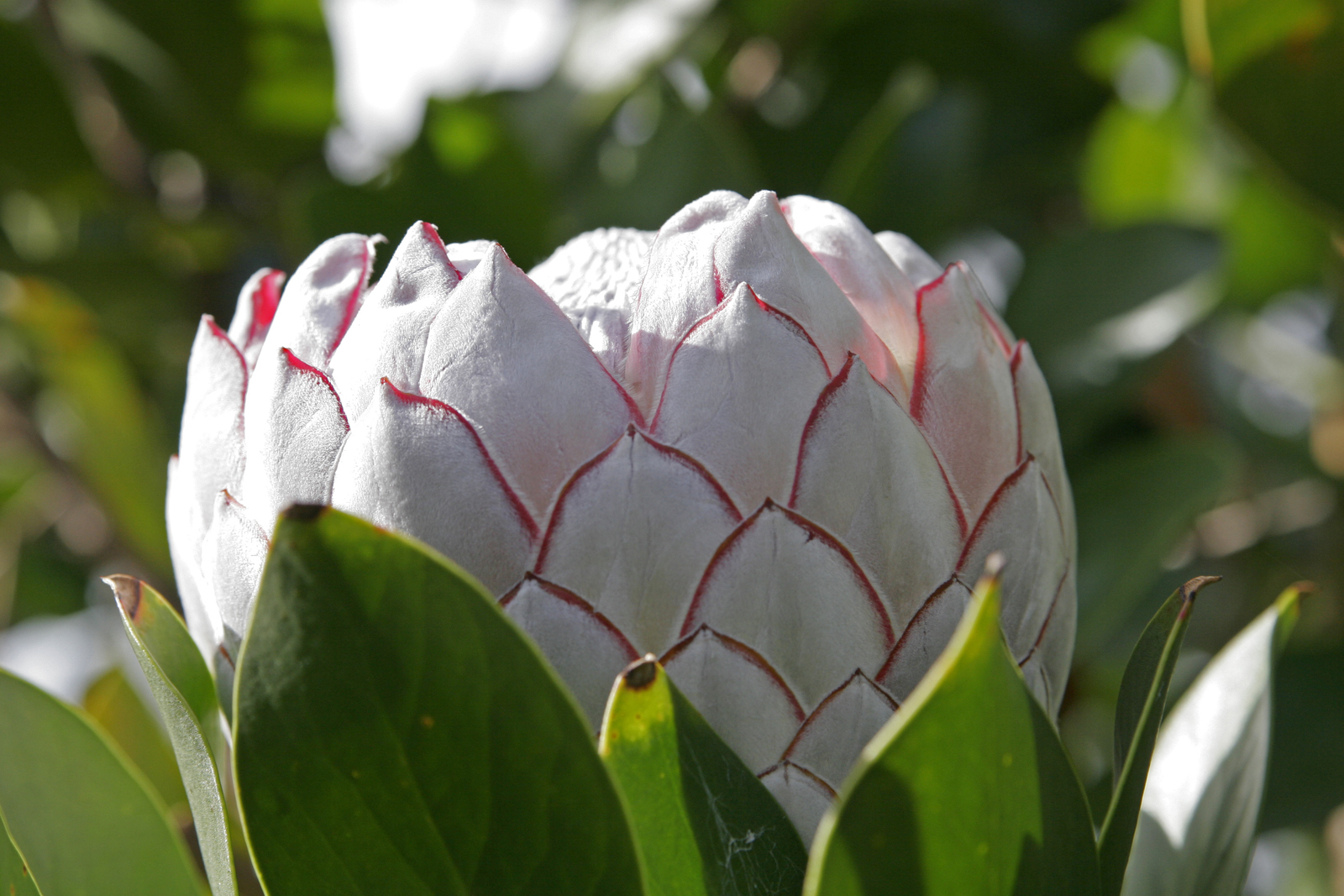
King Protea (Protea cynaroides)

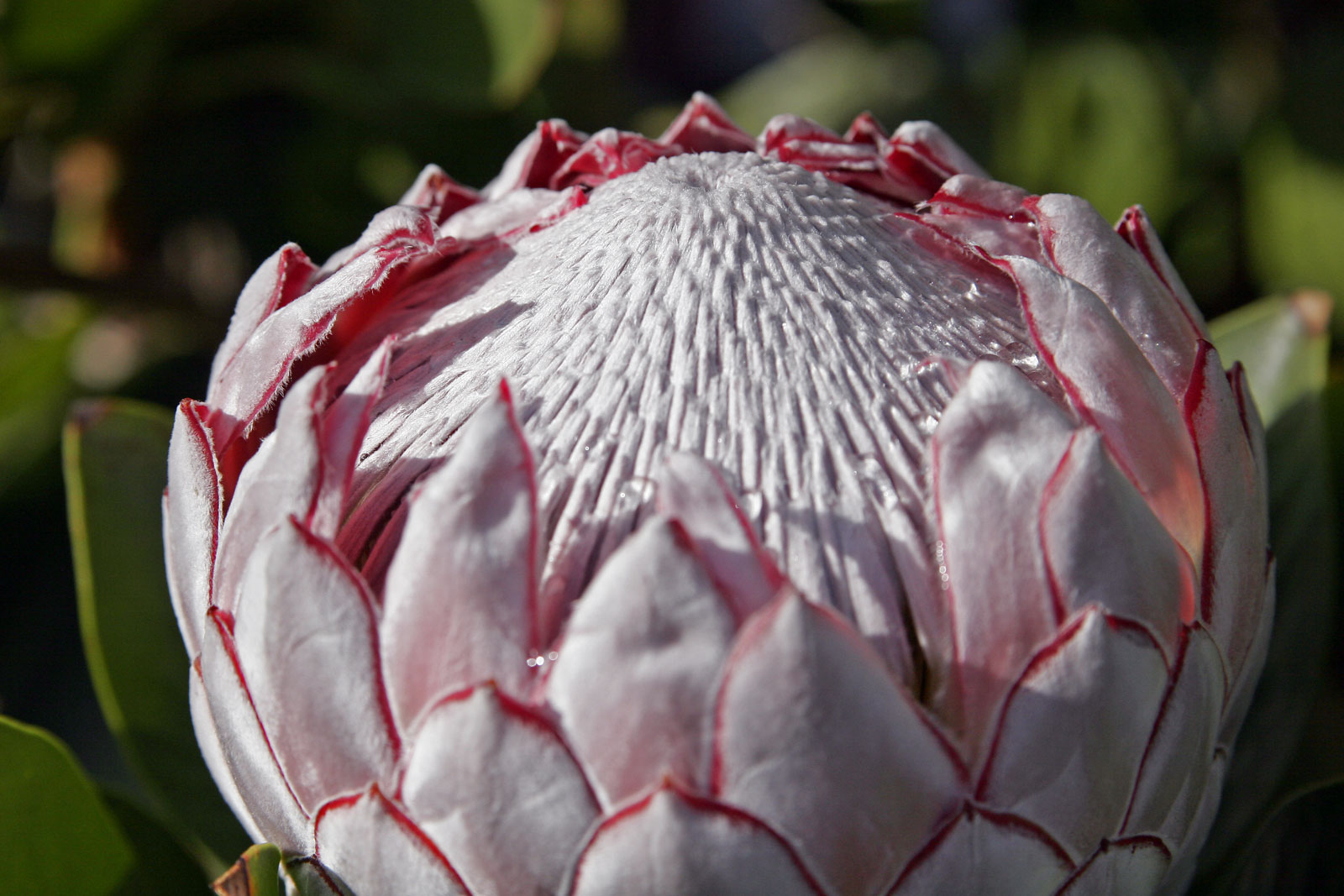
King Protea (Protea cynaroides)

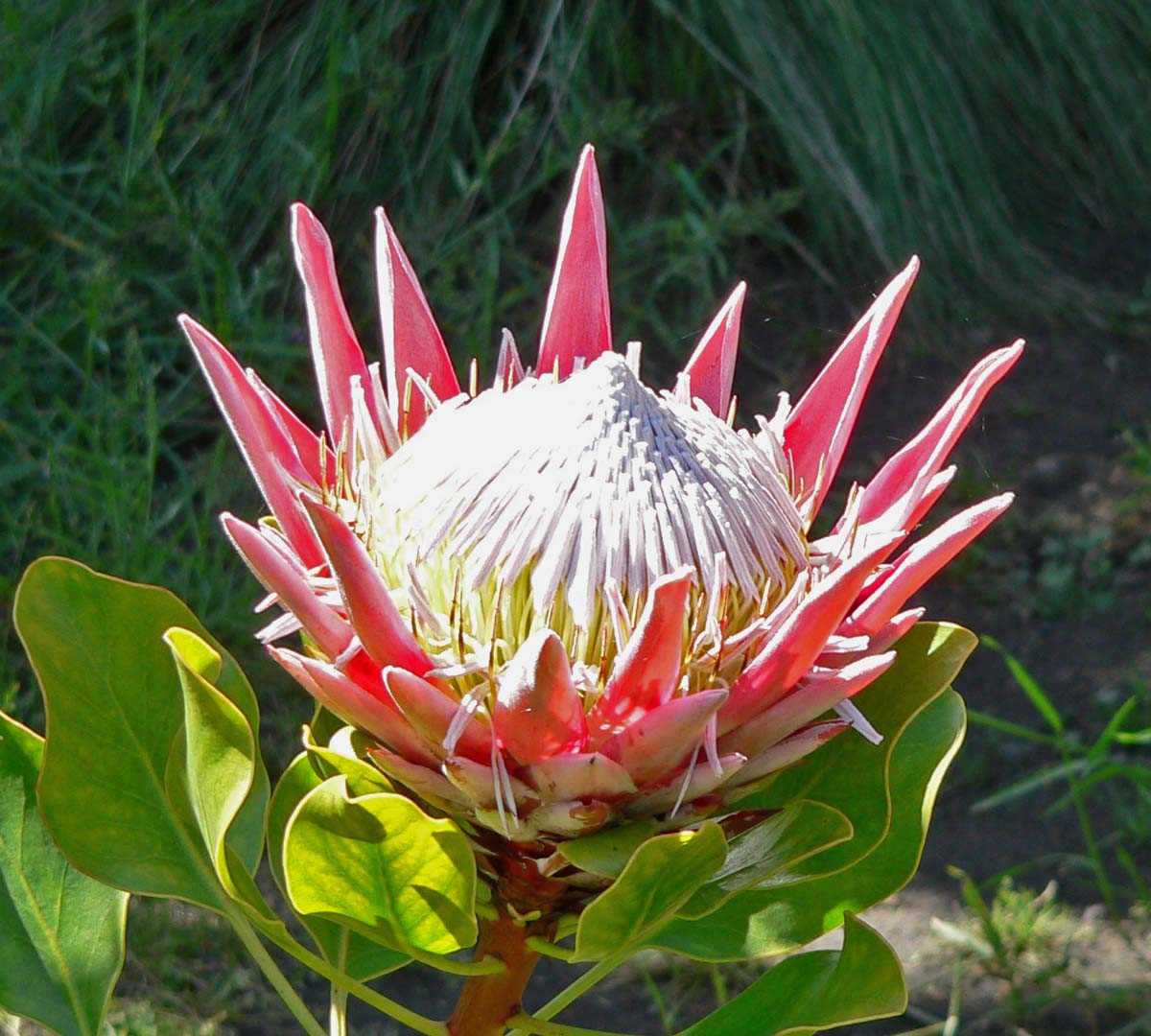
King Protea (Protea cynaroides)

  - Protea repens (Common Sugarbush Protea)

- Protea secció Speciosae
  - Protea coronata
  - Protea grandiceps
  - Protea holosericea
  - Protea laurifolia
  - Protea lepidocarpodendron
  - Protea lorifolia
  - Protea magnifica
  - Protea neriifolia (Oleander-leaf Protea)
  - Protea speciosa
  - Protea stokoei

- Protea secció Exsertae
  - Protea aurea
  - Protea lacticolor
  - Protea mundii
  - Protea punctata
  - Protea subvestita
  - Protea venusta

- Protea secció Microgeantae
  - Protea acaulos
  - Protea convexa
  - Protea laevis
  - Protea revoluta
  - Protea ungustata

- Protea secció Crinitae
  - Protea foliosa
  - Protea intonsa
  - Protea montana
  - Protea tenax
  - Protea vogtsiae

- Protea secció Pinifolia
  - Protea acuminata
  - Protea canaliculata
  - Protea nana
  - Protea pityphylla
  - Protea scolymocephala
  - Protea witzenbergiana

- Protea secció Craterifolia
  - Protea effusa
  - Protea namaquana
  - Protea pendula
  - Protea recondita
  - Protea sulphurea

- Protea secció Obvallatae
  - Protea caespitosa

- Protea secció Subacaules
  - Protea aspera
  - Protea denticulata
  - Protea lorea
  - Protea piscina
  - Protea restionifolia
  - Protea scabra
  - Protea scorzonerifolia